# Diogenes von Smyrna
Diogenes von Smyrna war ein vorsokratischer griechischer Philosoph, über den wir nur wenige Informationen haben. Er lebte im 5. und 4. Jahrhundert v. Chr.
Über die Lehren des vorsokratischen Philosophen aus Smyrna ist fast nichts bekannt. Er gilt als ein Anhänger des Metrodoros von Chios und als Lehrer des Abderiten Anaxarchos. Es wird davon ausgegangen, dass er sich der Schule Demokrits zuordnete.
In der Vergangenheit wurde er mit Diogenes von Apollonia verwechselt.